# Giro di Romagna 2006
Il Giro di Romagna 2006, ottantunesima edizione della corsa e valida come evento dell'UCI Europe Tour 2006, si svolse il 3 settembre 2006 su un percorso di 192 km. La vittoria fu appannaggio dell'italiano Santo Anzà, che completò il percorso in 4h20'00", precedendo lo svedese Niklas Axelsson ed il connazionale Raffaele Ferrara.
Sul traguardo di Lugo 58 ciclisti portarono a termine la competizione.

## Ordine d'arrivo (Top 10)
| Pos. | Corridore           | Squadra                 | Tempo    |
| ---- | ------------------- | ----------------------- | -------- |
| 1    | Santo Anzà          | Selle Italia            | 4h20'00" |
| 2    | Niklas Axelsson     | Selle Italia            | s.t.     |
| 3    | Raffaele Ferrara    | Team 3C Casalinghi      | a 32"    |
| 4    | Christian Gasperoni | Naturino-Sapore di Mare | s.t.     |
| 5    | Marco Marcato       | Team 3C Casalinghi      | s.t.     |
| 6    | Alessandro Bertuola | Tenax-Salmilano         | s.t.     |
| 7    | Luis Laverde        | Ceramiche Panaria       | s.t.     |
| 8    | Volodymyr Duma      | Univ. Caffè             | s.t.     |
| 9    | Devis Miorin        | Team Endeka             | s.t.     |
| 10   | Michele Gobbi       | Team Milram             | s.t.     |